# Relaksacja naprężeń
Relaksacja naprężeń – powolne zmiany wartości naprężeń towarzyszące utrzymującym się przez dłuższy okres stałym odkształceniom.
Relaksacja nie jest osobną cechą materiału, jest tylko jednym z przejawów cech reologicznych. Ze względu na zastosowanie, często wystarcza określenie funkcji relaksacji, bez opisywania wszystkich cech reologicznych materiału. 
Spadek naprężeń w stali, będący wynikiem relaksacji, jest szczególnie istotny w betonowych konstrukcjach sprężonych, gdyż obniża nośność konstrukcji.